# Angélique Mezzara
Angélique Mezzara, nascida Marie Angélique Foulon, (Paris, 1793 - Paris, 13 de setembro de 1868) foi uma pintora de retratos e miniaturista francesa, que frequentemente trabalhava em pastéis. Durante um tempo em que poucas mulheres eram pintoras, ela exibia regularmente por quase 30 anos no Salão de Paris, o maior evento de arte da época. Dois de seus filhos se tornaram escultores e uma filha exibiu com ela na exposição de Paris como pintora.

## Família
Marie Angélique Foulon nasceu em 1793 de Nicolas Foulon e Madeleine Marotte du Coudray. Seu pai foi um monge beneditino apóstata que, a certa altura, elaborou um breviário francês para substituir o católico romano. Ele saiu e foi expulso do mosteiro jansenista de Blancs-Manteaux, em Paris, na época da Revolução Francesa. Seu envolvimento político revolucionário supostamente incluiu ser oficial de justiça no Conselho de 500 e servir no Tribunal e no Senado. Madeleine Marotte du Coudray havia sido criada em uma família jansenista severa. Por causa da oposição de sua família, o casal viveu juntos por vários anos e teve pelo menos um filho antes de declarar formalmente sua união em uma cerimônia civil em 11 de janeiro de 1793, como condição prévia para o casamento. Marie Angélique foi a segunda de seus quatro filhos. Sua irmã mais velha, também chamada Marie, nasceu em 24 de setembro de 1791 e consta na declaração de casamento.

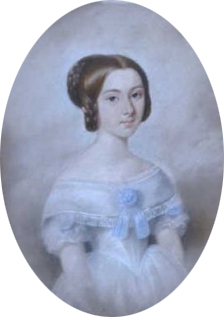
Retrato de melle Mallet por Angélique Mezzara

Em 1813, Marie Angélique Foulon, "uma artista plástica" era casada com Thomas François Gaspard Mezzara, também conhecido como Francis ou Francesco Mezzara (1774 a 3 de fevereiro de 1845). O casal morava em Paris. Embora identificado na época de seu casamento como um "peintre d'histoire", seus trabalhos foram rejeitados quando ele os submeteu ao Salão de Paris em 1842 e 1844. Um auto-retrato foi a única pintura de Francesco Mezzara que existia a partir de 2014. Há sugestões de que sua principal fonte de renda era como negociante de arte e antiguidades.
O casal viajou brevemente aos Estados Unidos em 1817 e novamente em 1819. Seu primeiro filho, Joseph-Ernest-Amédée Mezzara (2 de março de 1820 - 1901) nasceu em Nova York. Seu segundo filho, Pierre-Alexandre-Louis Mezzara (9 de dezembro de 1825 - 30 de janeiro de 1883) nasceu em Évreux, França. Marie-Adèle Angiola Mezzara (1 de agosto de 1828) nasceu em Paris. É possível que outra filha, Clémentine, tenha nascido nos Estados Unidos.
Fontes contemporâneas sugerem que o casamento não foi feliz: Pierre-Jean de Béranger escreveu a David d'Angers que Madame Mezzara apoiou sua família numerosa através de seu trabalho como pintora, referindo-se a "L'histoire des malheurs de la mere" ( a história dos infortúnios da mãe). Certamente, Madame Mezzara trabalhou constantemente como artista depois que seus filhos nasceram e depois que seu marido morreu em 1845. Já em 1825, em Évreux, ela estava pintando retratos. O banco de dados de artistas de salão de beleza (1827-1850) indica que ela enviou trabalhos ao Salão de Paris em 1827, embora não tenha sido aceita naquele ano. Em 1833, ela submeteu 5 trabalhos, dos quais 4 foram aceitos. A partir de então, a maioria de suas submissões foi aceita. Estes incluíam desenhos e pastéis. Uma lista de suas obras no Dictionnaire General des Artistes de l'école française indica que ela exibia no Salão de Paris quase todos os anos de 1833 a 1852. Essa foi uma conquista substancial, dadas as restrições enfrentadas pelas mulheres artistas da época.
Ela foi mencionada com outras artistas, incluindo as mulheres "de Mmes de Varennes, Clotilde Gérard, Fanny Allaux, Laure de Léoménil e Angélique Mezzara" em Annuaire historique universel, em 1839. Em La phalange: revue de la science sociale, foram mencionadas ela e outras mulheres pintoras de retratos no Salon de 1845: "mesdames Armide Lepeut, Sophie Rude; Nina Bianchi, Elisa Blondel, Élisa Bernard, Angélique Mezzara". Os trabalhos das mulheres também foram elogiados por serem mais expressivos do que os exibidos pelos homens.
Um dos retratos de Angélique Mezzara foi exibido na nona exposição anual da Artists 'Fund Society of Philadelphia em 1844. Ela é identificada como morando na Filadélfia naquela época, mas nada se sabe sobre quanto tempo ela pode ficar nos Estados Unidos.
É possível que ela tenha traduzido um romance, La Rêve de la Vie, do inglês para o francês, para publicação em 1858.

## Filhos
Seus dois filhos se tornaram artistas. Joseph Mezzara era escultor e pintor, retratando figuras contemporâneas de destaque. Embora suas primeiras inscrições para o Salão de Paris tenham sido recusadas, vários de seus bustos em mármore foram aceitos pelo Salão de Paris entre 1852 e 1875. Joseph Mezzara casou-se com Mathilde Leenhoff em 1856. Mathilde era irmã de Suzanne Leenhoff, que tinha um relacionamento complicado com Édouard Manet. Os filhos de Joseph, François Mezzara e Charles Mezzara, e a esposa de Charles, Florence Koechlin, também estão listados como pintores e estudantes de Joseph Mezzara no Dictionnaire général des artistes.
Pierre (ou Pietro) Mezzara também se tornou escultor, mas mudou-se para os Estados Unidos, possivelmente por causa da corrida do ouro na Califórnia. Ele morava em São Francisco e era conhecido por seu trabalho como camafeu. Ele criou a primeira estátua memorial de Abraham Lincoln. Foi dedicado (em gesso) em São Francisco em 1866 e destruído (em bronze) pelo terremoto de São Francisco em 1906. Pietro Mezzara esteve envolvido na California Art Union e na San Francisco Art Association e ajudou a fundar a San Francisco School of Design.
Clémentine Mezzara, que exibiu aquarelas no Salon em 1847 e 1848, pode ter sido filha de Angélique.

## Morte
Entre 1849 e 1852, Angélique mudou-se para a 101 Rue Blanche, o endereço em que ela morreu em 13 de setembro de 1868. Sua morte foi registrada da seguinte forma: "Atos de Decesso: Marie Angélique FOULON, pintora, setenta e cinco anos, nascida em Paris, morreu esta manhã, quatro horas e quinze minutos em sua casa, Rue Blanche, n. 101, viúva de François Gaspard MEZZARA." A morte foi relatada por "M. Joseph Ernest Mezzara, escultor, idade de quarenta e oito anos, residente em Paris, Rue d'Alambert, n. 16, fils de la défunte".

## Trabalhos conhecidos
O Dictionnaire général des artistes lista os seguintes trabalhos mostrados no salão por Mme Angélique Mezzara: 
- S. 1833. Retrato de M. Manuel, d'Apres M. Brolling;
  - Retrato de Mme. CG , d'apres M. Hersent;
  - Retratos, dessins au pastel meme numero.
- S. 1834. Retratos, dessines meme numero.[42]
- S. 1836. Retratos no pastel, meme numero.[43]
- S. 1837. Retrato d'hommes, pastel.
  - Retrato de mulher ;
  - Retratos de MMlles M., pastéis.
- S. 1838. Retrato de Mme N., pastel.
  - Retrato de MEV, pastel.
- S. 1839. Retrato de Mlle PG, pastel.
- S. 1840. Retrato de Mme de T., pastel.
- S. 1841. Estudo au pastel.
- S. 1843. Retrato de Mlle MR, pastel.
- S. 1845. Portrait de Mme MR, pastel.
  - Retrato de Mlle AR, pastel.
- S. 1847. Retrato de Mme la condessa de Salvandy, pastel.[37][38]
- S. 1849. Retrato de Mlle CM, pastel.[39]
- S. 1852. Retrato de MAV, pastel.
  - Portrait de Mme EV, pastel.[40]